# Реметя-Маре (комуна)
Реметя-Маре (рум. Remetea Mare) — комуна у повіті Тіміш в Румунії. До складу комуни входять такі села (дані про населення за 2002 рік):
- Реметя-Маре (1286 осіб)
- Янова (825 осіб)

Комуна розташована на відстані 399 км на північний захід від Бухареста, 11 км на схід від Тімішоари.

## Населення
За даними перепису населення 2002 року у комуні проживала 3521 особа.
Національний склад населення комуни:
| Національність | Кількість осіб | Відсоток |
| -------------- | -------------- | -------- |
| румуни         | 3263           | 92,7%    |
| угорці         | 122            | 3,5%     |
| цигани         | 86             | 2,4%     |
| українці       | 16             | 0,5%     |
| німці          | 16             | 0,5%     |
| словаки        | 8              | 0,2%     |
| італійці       | 4              | 0,1%     |
| серби          | 3              | 0,1%     |
| болгари        | 2              | 0,1%     |

Рідною мовою назвали:
| Мова       | Кількість осіб | Відсоток |
| ---------- | -------------- | -------- |
| румунська  | 3409           | 96,8%    |
| угорська   | 87             | 2,5%     |
| українська | 9              | 0,3%     |
| німецька   | 8              | 0,2%     |
| італійська | 5              | 0,1%     |
| болгарська | 2              | 0,1%     |
| сербська   | 1              | < 0,1%   |

Склад населення комуни за віросповіданням:
| Релігія                             | Кількість осіб | Відсоток |
| ----------------------------------- | -------------- | -------- |
| православні                         | 3124           | 88,7%    |
| римо-католики                       | 181            | 5,1%     |
| п'ятдесятники                       | 99             | 2,8%     |
| баптисти                            | 77             | 2,2%     |
| адвентисти                          | 11             | 0,3%     |
| реформати                           | 9              | 0,3%     |
| бретрени                            | 4              | 0,1%     |
| греко-католики                      | 2              | 0,1%     |
| атеїсти                             | 2              | 0,1%     |
| лютерани (Аугсбурзького сповідання) | 1              | < 0,1%   |